# Долгополов, Анатолий Александрович
Анатолий Александрович Долгополов (род. 5 сентября 1952 г. в г. Брест, Белорусская ССР, СССР) — российский общественный деятель, депутат Государственной Думы ФС РФ I созыва.

## Биография
В 1972 году окончил Даугавпилсское высшее военное авиационное инженерное училище имени Яна Фабрициуса (Латвия). В 1984 году окончил Астраханский педагогический институт им. Кирова. 
С 1972 по 1992 — проходил службу в армии офицером, начал службу в звании лейтенанта, окончил в звании подполковника. С 1992 года принимал участие в возрождении казачества на Кубани.
С 1993 года — походный атаман Лабинского отдела Всекубанского казачьего войска. В 1993 году был выдвинут группой избирателей кандидатом в депутаты, по итогам выборов был избран депутатом Государственной думы первого (1993—1995) созыва по Армавирскому одномандатному избирательному округу № 39.
В Государственной думе был членом фракции Аграрной партии России, являлся членом комитета Госдумы по делам Содружества Независимых Государств и связям с соотечественниками, членом мандатной комиссии.

## Награды
В 1991 году награжден орденом «За службу Родине» III степени
В 1994 году награжден Казачьим крестом «За возрождение Казачества» II степени

## Семья
Женат, двое детей. 